# Фуртак Святослав Петрович
Фуртак Святослав Петрович — професор, доктор технічних наук. Місто Львів. Українська Академія Друкарства. Працював завідувачем кафедри фізики та математики. Визначний спеціаліст в галузі термофізики. В Академії Друкарства викладав фізику для студентів першого, другого курсів. Український патріот. З 2010 року проживає і працює в Канаді[джерело?].

## Біографічні відомості
Народився в інтелігентній сім'ї.
У 1962 році закінчив Фізичний факультет Львівського національного університету ім. Івана Франка, отримавши кваліфікацію «Фізик. Вчитель фізики середньої школи».
Працював професором, завідувачем кафедри фізики та математики. Відомий вчений в галузі термофізики. Викладав фізику в Академії Друкарства.

## Наукова діяльність
Напрямок наукових досліджень — термофізика. Кандидатська дисертація присвячена дослідженню термофізики[джерело?]. 
У 1988 році захистив дисертацію на тему "Методы улучшения точности и технико-эксплуатационных характеристик средств пирометрии", отримавши науковий ступінь доктора технічних наук.
Зробив великий внесок у дослідження перехідних термоелектричних явищ в твердих провідниках. Вивчав оптичні властивості монокристалів.

## Публікації
- Фуртак С. П. Фуртак Б. Л., Чорній У. С. Порівняльний аналіз змісту сучасних європейських і українських підручників з фізики (стендова доповідь на конференції «Сучасні проблеми квантової теорії.» Тернопіль 2004.
- М. В. Пашковський, Л. М. Лимаренко, А. Є. Носенко, С. П. Фуртак, О. Р. Галата Деякі оптичні властивості монокристалів CdWO4 : Ni2+ // Вісник Львівського університету. Серія фізична. Випуск 3. 2010.
- Гук О. П., Лах О. І., Фуртак С. П. Дослідження перехідних термоелектричних явищ в твердих провідниках (НВО «Термоприлад», Львів, Україна). 8-ма Міжнародна конференція, «Температура 2003».